# Tomba dels Escipions

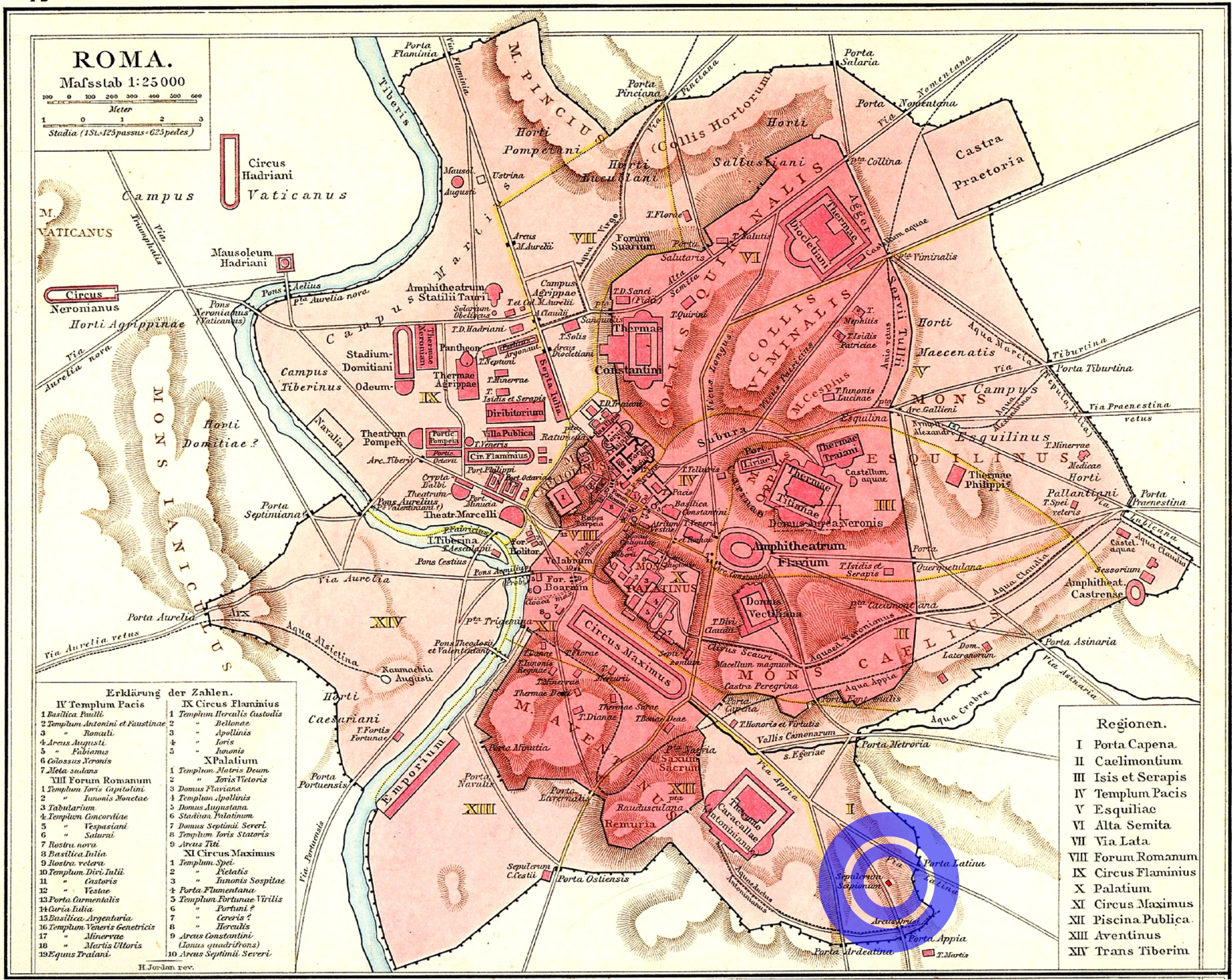
Localització de la tomba en l'antiga Roma

La tomba dels Escipions (en llatí sepulcrum Scipionum o hypogaeum Scipionum) és un monument funerari de l'edat romana que es troba a Roma, a la Via Àpia, a poca distància de la porta de San Sebastiano. Fou la tomba comuna de la família patrícia dels Escipions durant la República Romana, emprada per als sepelis de començament del segle iii aC fins a començament del segle i aC. A partir de llavors fou abandonada i la seua localització es va perdre durant centenars d'anys.
La tomba fou redescoberta dues voltes, la darrera el 1780. L'emplaçament pertanyé a un particular des que fou descoberta, però l'adquirí la ciutat de Roma el 1880 després del suggeriment de Rodolfo Amedeo Lanciani.

## Història
La creació del sepulcre es remunta al començament del segle tercer, obra de Luci Corneli Escipió Barbat, cònsol l'any 298 aC, el sarcòfag del qual, el sol que va romandre intacte, n'ocupava el lloc d'honor; més tard fou traslladat als Museus Vaticans, amb les inscripcions originàries. Gràcies a nombroses citacions antigues i, sobretot, al testimoniatge de Ciceró, se sap que es va fer servir fins a començament del segle segon aC i que llavors ja estava pràcticament complet. També consta que va custodiar les restes el poeta Enni, de qui Ciceró diu que hi havia una estàtua de marbre. En canvi, cap dels Escipions més coneguts com l'africà, l'asiàtic o l'hispà hi foren enterrats; segons Livi i Sèneca van ser inhumats a la vila de Liternum.
Les inscripcions sobre els sarcòfags (només sobre set exemplars) permeteren datar l'ús de la tomba fins a l'any 150 aC, quan la capacitat de l'estructura es va ampliar amb una altra cambra adjacent, de forma quadrangular però no alineada amb la primera, dins la qual enterraren també membres de la família, per bé que no més tard del segle segon aC. D'aquella època data la creació una façana "rupestre". La decoració s'atribueix a la iniciativa d'Escipió Emilià i és un clar exemple de l'hel·lenització de la cultura romana durant el transcurs del segle segon. En aquella època el sepulcre esdevingué una mena de museu familiar, que perpetuava i difonia les empreses dels seus membres.
La darrera utilització coneguda del sepulcre fou en època de Claudi i Neró, quan la filla i el net de Gneu Corneli Lèntul Getúlic hi van ser inhumats, lligats a la descendència dels Escipions. Ja al segle tercer de la nostra era el sepulcre va ser destruït i donà pas a altres edificis. Aleshores fou englobat, parcialment, dins d'un habitatge del segle iii, i no fou redescoberta fins molt més tard, malgrat que hom en coneixia la situació aproximada gràcies a les deus circumdants. Sembla que primer fou descoberta el 1616 i, de nou, el 1780, pels propietaris de la part inferior durant les labors de construcció d'un soterrani. L'objectiu principal dels treballs era, sovint, la troballa de tresors, i destruïren part de la tomba; el 1926 es va restaurar íntegrament el sepulcre amb motiu del "X Repartiment de l'Ajuntament de Roma". Hom n'eliminà les obres de paleta realitzades pels descobridors i hom en dugué a terme estudis per a recol·locar-hi rèpliques de les inscripcions antigues i els sepulcres.

## Arquitectura

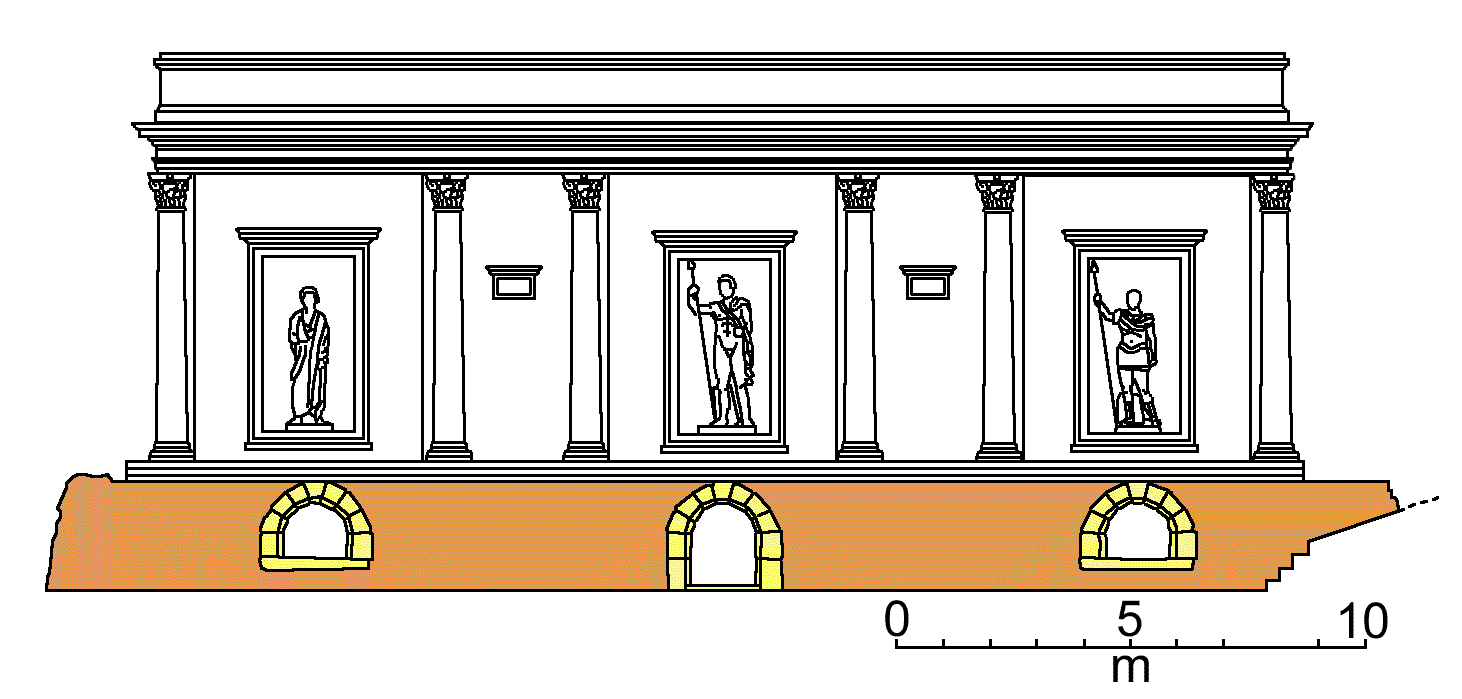
Vista alçada de la tomba en la segona meitat del s. II ae, reconstrucció de Filippo Coarelli

El monument es divideix en dues parts diferents: el complex principal, cavat en una cartel·la d'una roca calcària molt porosa en un gran pla quadrat i, d'altra, una arcada de maó, del període posterior, amb una entrada separada.
L'habitació central es divideix en quatre grans pilars adossats a un mur; ha estat reparada durant les excavacions per assegurar que l'hipogeu no s'esfondrés, amb quatre grans arcades als costats i dues galeries centrals que s'encreuen perpendicularment, cosa que hi dona una aparença de graella.
La façana principal està orientada al nord-est, encara que només n'ha sobreviscut una petita part a la dreta, amb algunes restes de pintures a la paret. Es va edificar a la part alta d'un podi envoltada de cornises, en què es van crear tres arcs fets de carreus de tova provinent del riu Aniene: un donava a l'entrada de l'hipogeu (central), un altre a la nova habitació (mà dreta), mentre que el tercer (esquerra) tenia un funció purament ornamental (llevat que es preveiés crear una altra habitació més en aquest costat). Aquesta base estava coberta gairebé íntegrament per frescs, dels quals només en resten petites peces, amb tres motius: les dues més antigues (de mitjan segle segon aC) mostren escenes històriques (s'hi poden reconéixer figures de soldats), mentre que la tercera, més recent, té una decoració senzilla de color vermell amb ones estilitzades (del segle primer dC).
Més espectacular era la part superior de la façana, amb una vista tripartida, semicolumnes i tres fornícules en què (d'acord amb Livi) se situaven les estàtues d'Escipió l'Africà, el seu germà Escipió l'Asiàtic i el poeta Enni, autor del poema Escipió.
A l'esquerra, es va destruir una gran cavitat circular de la tomba, probablement per la construcció i ús d'un forn de calç durant el període medieval.

## L'anomenat "Cap d'Enni"
Dos dels caps realitzats amb tova provinent d'l'Aniene trobats a la tomba ara són als Museus Vaticans. Descoberts el 1934, foren immediatament robats. Al primer cap (24 cm d'alt) hom l'anomenà Cap d'Enni, que tenia una estàtua sencera a la façana de l'hipogeu, segons Livi, però aquesta atribució és incorrecta, puix que les fonts estableixen que l'estàtua d'Enni era de marbre.
La posició lleugerament inclinada del coll ha provocat que alguns creguen que el primer cap forma part d'una estàtua més grossa, potser una figura reclinada de la tapa d'un sarcòfag, molt comú al sud d'Etrúria a partir de començament del segle iii aC.
El modelatge del cap és simple però eficaç, amb una cara arredonida, llavis grossos, nas ampli i grans parpelles. Els cabells s'entreveuen vagament i sobre el cap duu una corona feta amb petites fulles de llorer i fullatge. Els erudits suggereixen que data dels darrers anys del segle ii aC, quan l'estil etrusc del Laci va patir les primeres influències gregues.

## Sarcòfags i inscripcions

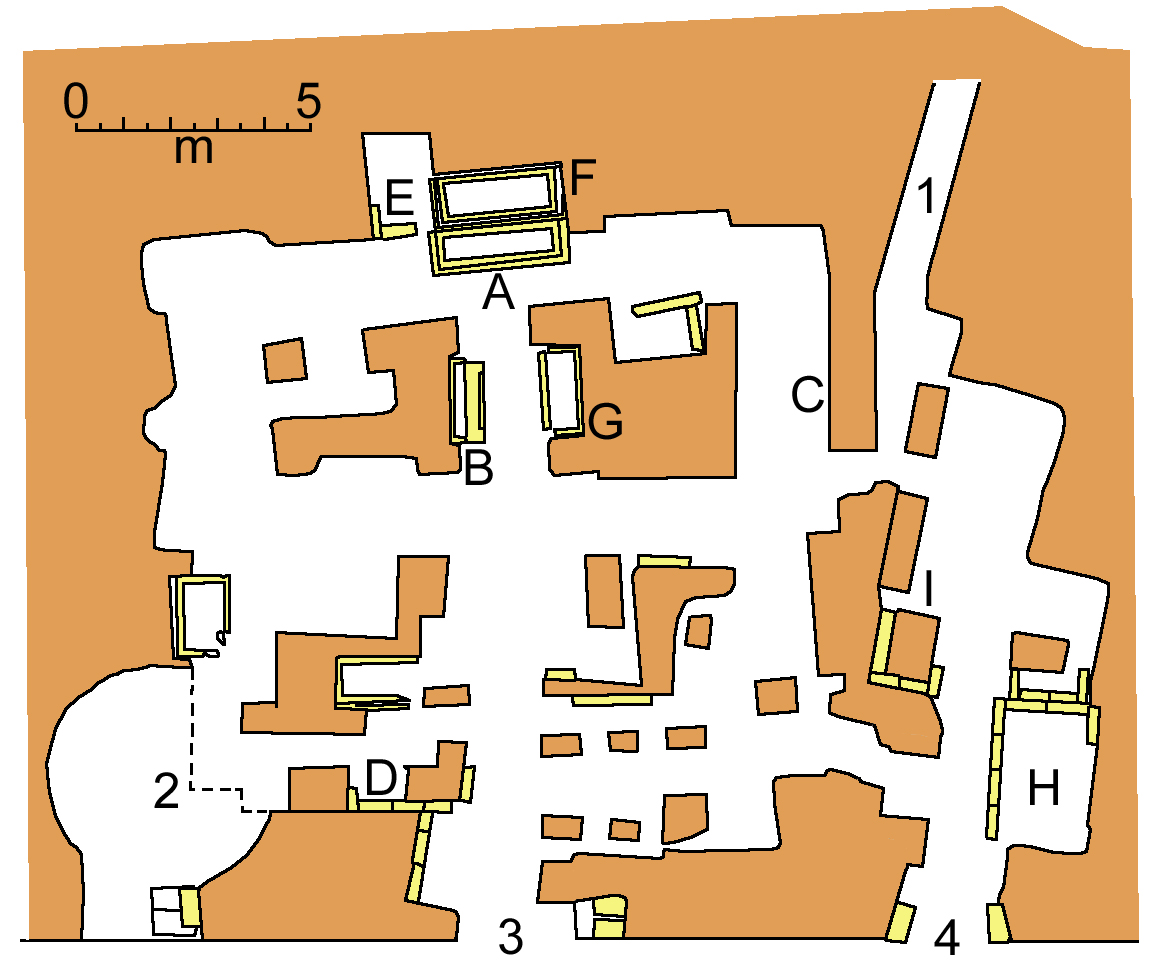
Planta del sepulcre dels Escipions, basat en un plànol de Filippo Coarelli.1
L'antiga entrada.2
La calcara, un forn de calç medieval.3
La nova entrada principal, vista en les fotografies, antigament amb vista a la Via Àpia.4
L'entrada lateral a la nova ala. Les lletres de la A a la I corresponen als sarcòfags amb inscripcions.
Actualment la tomba és buida; les restes van ser enterrades de nou, mentre que els fragments dels sarcòfags s'enviaren al Vaticà.

Les 30 fornícules corresponen al nombre d'Escipions que van viure entre principis del segle tercer i mitjan segle segon aC, d'acord amb Coarelli. Hi ha dos tipus de sarcòfags: d'una banda els "monolítics" (tallats d'un únic bloc de tova) i "construïts", i d'altra, al qual pertanyen la major part, els que són un forat arcat a la paret, on es col·locava el difunt, i llavors l'obertura es cobria amb una llosa amb lletres pintades de vermell. Els escriptors anglesos solien referir-se a aquests buits com a loculi. Les fornícules es mantenen on eren, però les lloses s'han traslladat al Vaticà. El sarcòfag monolític de Barbat es trobava al final del passadís, en fila amb allò que és possible que fos una finestra, i ara és l'entrada principal. Els altres sarcòfags els van afegir després, així com hom hi excavà més espais i habitacions.
Els sarcòfags més importants són els d'Escipió Barbat, ara als Museus Vaticans, i el que es creu que va pertànyer a Enni. No es corresponen completament amb l'escultura etrusca, però mostren elements originaris del Laci i particularment de la cultura romana, i són comparables amb altres tombes romanes (com la necròpoli Esquilina) en altres ciutats com Túsculum.

### Sarcòfag d'Escipió Barbat (A)
El sarcòfag d'Escipió Barbat té una còpia en la tomba, feta de peperino, datat amb relativa exactitud del 280 ae. Va ser-ne l'únic que tingué una elaborada decoració d'inspiració arquitectònica. Es va concebre amb forma d'altar, amb una caixa sensiblement estreta, motllures a la base i a la part superior un fris dòric dentat, tríglifs i mètopes decorades amb diamants roses. La tapadora acaba amb dos coixins a cada extrem (pulvini) que de perfil semblen volutes jòniques. Llavorat sobre el flanc superior pot observar-se un objecte cilíndric que a tots dos extrems acaba amb fulles d'acant.
La gran finura artística de la peça juntament amb la mescla d'estils (dòric, jònic i corinti) deriva dels models de la Magna Grècia o Sicília i és un extraordinari testimoniatge de la precoç obertura a l'hel·lenisme en el cercle dels Escipions.
Sobre la tapadora hi ha una inscripció amb el patronímic del difunt, al costat d'una altra més llarga i tardana (esculpida), en versos saturnis. Per afegir aquesta última es va eliminar una línia i mitja de la inscripció més antiga i aquesta intervenció podria remuntar-se a l'època d'Escipió l'Africà, a començament del segle ii aC. És un extracte de la laudatio funebris.
| «                                                | Luci Corneli Escipió Barbat, fill de Gneu, home fort i savi, l'aspecte del qual s'anivellava amb el seu valor, fou cònsol, censor i el vostre edil. Prengué Tauràsia i Cisauna de Sanni, sotmeté tota la Lucània i se n'endugué ostatges. | » |
| — Inscripció damunt el sarcòfag d'Escipió Barbat | |   |

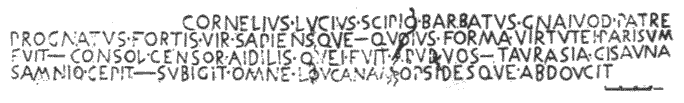
Inscripció del sepulcre d'Escipió Barbat

L'esment de la forma del difunt, virtutei parisuma, recorda la motivació que va portar els romans a erigir al Comitium, durant les guerres samnites, les estàtues de Pitàgores i Alcibíades per indicació de l'oracle de Delfos, confirmant la relació entre l'entorn romà i el món de la Magna Grècia i la Sicília grega.

### Sarcòfag i inscripció de Luci Corneli Escipió (B)

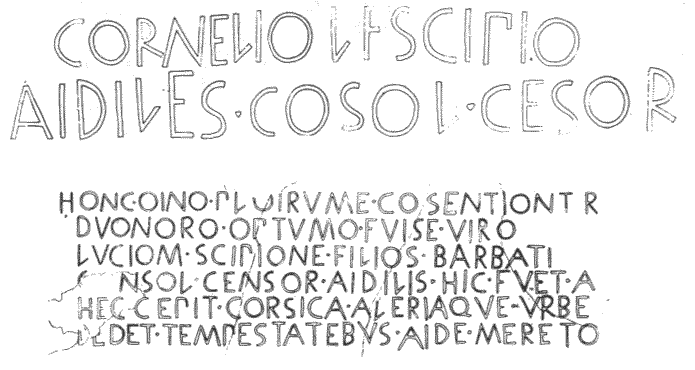
Inscripció de Luci Corneli Escipió

El sarcòfag del fill de Barbat, Luci Corneli Escipió, cònsol l'any 259 aC, es troba a mà esquerra al passadís central de la tomba paterna i és la segona en antiguitat. El sarcòfag és original, mentre que la inscripció és una còpia. També en aquest cas l'epitafi és doble: un de pintat sobre la tapadora, que reprodueix el nom i els principals càrrecs del difunt; i un altre d'esculpit sobre la caixa, com en el cas d'Escipió Barbat, que reprodueix, en versos saturnis, una part de l'oració fúnebre. Aquesta segona inscripció es remunta probablement just després de la seua mort (prop del 230 aC), i és més antiga que la segona inscripció realitzada al sarcòfag de Barbat. La inscripció relata com el cònsol conquerí Còrsega i la ciutat d'Aleria, i com fundà un temple dedicat a les Tempestats.

### Inscripció de Publi Corneli Escipió, Flamine Diale (C)

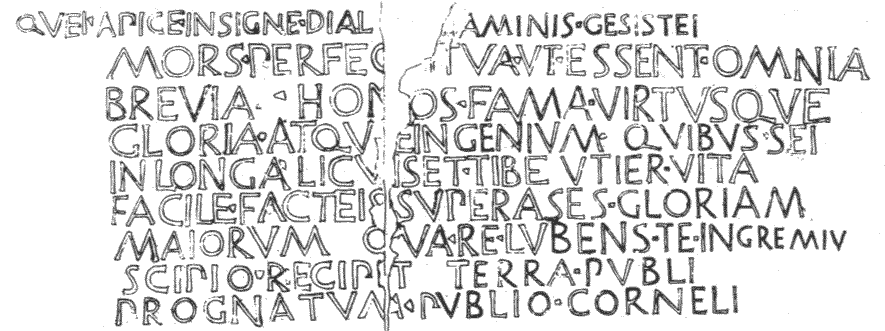
Inscripció de Publi Corneli Escipió, Flamen Dialis

La inscripció de Publi Corneli Escipió, que fou Flamen Dialis, i fill de Publi, és la tercera més antiga, situada al final del passadís de l'esquerra. Hom ha interpretat que fou fill d'Escipió l'Africà que morís jove, com relata Ciceró, però tal atribució no és acceptada unànimement atesos els pocs testimonias de què disposa. La inscripció que es troba a la tomba (una reproducció) explica com el difunt aconseguí el càrrec de Flamen Dialis, així com la brevetat de la seua vida.

### Sarcòfag i inscripció de Luci Corneli Escipió, fill de l'Asiàtic (D)

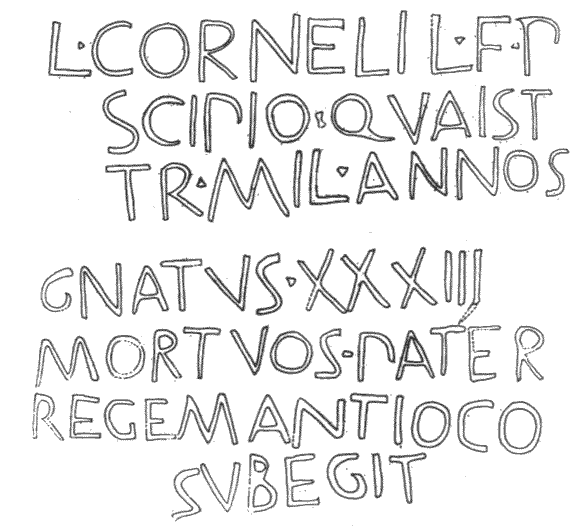
Inscripció de Luci Corneli Escipió, fill de l'Asiàtic

Les restes del sarcòfag de Luci Corneli Escipió, fill de l'Asiàtic, compost per lloses de tova, hom les troba a mà esquerra de l'entrada principal. La inscripció recorda el difunt, que fou qüestor l'any 167 aC i tribú militar; relata així mateix com son pare va véncer el rei Antíoc.

### Restes del sarcòfag i inscripcions de l'Asiagé (E)
Les restes d'un sarcòfag format per lloses de tova, encaixat en una cavitat de la paret, a mà esquerra del sarcòfag d'Escipió Barbat, ha estat identificat, gràcies a la inscripció, com Corneli Escipió Asiagé Comat, fill de l'anterior Luci Corneli Escipió. Segons la inscripció va morir als 16 anys, entorn del 150 aC. El sobrenom d'Asiagé confirma la genealogia de la descendència de l'Asiàtic.
La posició del sepulcre, en un buit excavat a prou de profunditat a partir d'un petit espai restant, demostra que cap a la meitat del segle ii aC el lloc de sepultura ja estava gairebé complet, i calia ampliar-lo.

### Restes del sarcòfag i inscripcions de Paula Cornèlia (F)

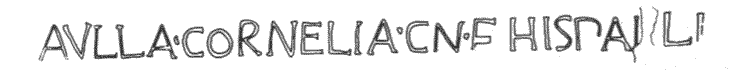
Inscripció de Paula Cornèlia

Paula Cornelia fou la dona de Gneu Corneli Escipió Hispal, fill de Gneu Corneli Escipió Calb i, per tant, germà de Publi Corneli Escipió Nasica. Les restes d'aquest sepulcre es troben darrere del sarcòfag d'Escipió Barbat, i s'amplià per a tal fi el nínxol. Malgrat que la posició puga donar lloc a dubtes, el sarcòfag de Paula és més recent que el de Barbat, i el bastiment superior d'aquest sepulcre, on es troba la inscripció, es recolza sobre el sarcòfag de Barbat: la façana posterior del sarcòfag de Barbat està pegada directament a aquest sepulcre, a la part inferior. Això indica que a mitjan segle ii aC la tomba estava gairebé plena.
El sarcòfag està llavorat en travertí i tova de l'Aniene. La inscripció només reprodueix el nom de la finada i el seu marit.

### Sarcòfag i inscripció de Luci Corneli Escipió, fill de l'Ispal (G)

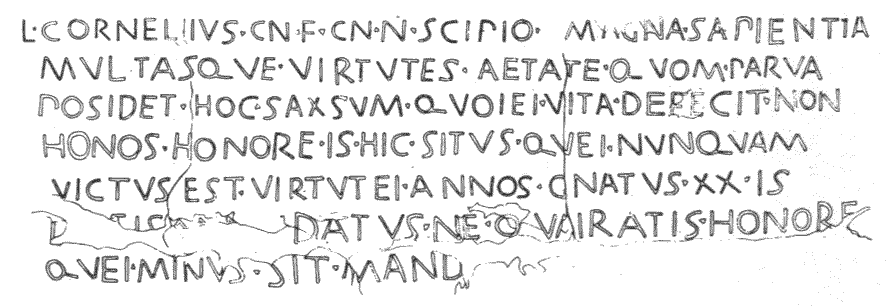
Inscripció de Publi Corneli Escipió Hispal

El següent sarcòfag, per antiguitat, és del primer fill de l'Hispal, Luci Corneli Escipió, situat davant del sarcòfag del Flamen Diale.
La inscripció (una reproducció) és particularment llarga i relata algunes qualitats del difunt, a part de l'esment de la seua curta edat: especifica que va viure vint anys i que no va tenir temps d'aconseguir cap càrrec.

### Sarcòfag i inscripció de Gneu Corneli Escipió Hispà (H)

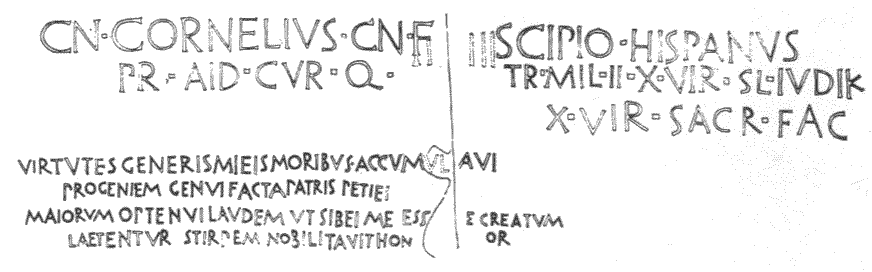
Inscripció de Gneu Corneli Escipió Hispà

Gneu Corneli Escipió Hispà era el segon fill de l'Hispal i de Paula Cornelia. El seu sarcòfag, situat a l'ala nova, està fabricat en tova de l'Aniene. La inscripció (reproducció) és l'única que ha sobreviscut completa i reprodueix els càrrecs del difunt (pretor, edil, qüestor, tribú militar en dues ocasions i membre del decenvir) a més d'enaltir l'estirp dels Escipions. La inscripció està en pentàmetre dactílic, una mètrica introduïda a Roma des de Grècia al segle ii aC pel poeta Enni.
L'Hispà va morir cap a l'any 139 aC i per això pot datar-se l'ampliació del sepulcre entre el 150 i el 135 aC, probablement al mateix temps que la remodelació de la façana en la qual es va crear un arc per a l'accés a aquesta segona ala.

### Sarcòfag i inscripció de personatge incert (I)
La darrera inscripció trobada és a l'ala "nova" i està incompleta; només s'hi llegeix el nom Scipionem. El sarcòfag és de tova de l'Aniene.